# Jean-Pierre Abel-Rémusat
Jean-Pierre Abel-Rémusat (Parigi, 5 settembre 1788 – Parigi, 3 giugno 1832) è stato un orientalista, bibliotecario e sinologo francese.

## Biografia
Studiò lingua cinese e pubblicò anche un saggio su lingua e letteratura cinese nel 1811. Nel 1814 fu nominato professore presso il Collège de France, dove fu titolare della cattedra di lingua e di letteratura tartara e mancese (all'epoca infatti il mancese, lingua della dinastia Qing e di più facile comprensione, era studiato assieme se non prima del cinese). Fu eletto membro dell'Académie des inscriptions et belles-lettres nel 1815. Nel 1824 fu nominato curatore dei manoscritti orientali della Biblioteca nazionale di Francia, e poi nel 1832 divenne presidente della Bibliothèque.
Fu uno dei fondatori nel 1822 della Société Asiatique, di cui è stato segretario fino alla sua morte. Lavorò anche all'Institut national des langues et civilisations orientales, annesso alla Bibliothèque nationale.
Jean-Pierre Abel-Rémusat sposò Jenny, figlia di Jean Lecamus (1762-1846), barone di Moulignon. Quando Rémusat morì, ella si risposò con Philippe I, (1778-1842), generale di brigata della Guardia Nazionale di Parigi e membro del Basso Reno (1837-1844).
Nel 1820 pubblicò un'opera postuma dell'olandese Isaac Titsingh, Mémoires et Anecdotes sur la Dynastie régnante des Djogouns.
Morì di colera il 3 giugno 1832.

## Pubblicazioni
- Essai sur la langue et la littérature chinoises, 1811.
- Dissertatio de glossosemeiotice sive de signis morborum quae e lingua sumuntur, praesertim apud sinenses. 1813, Thèse, Paris.
- Description du royaume de Cambodge par un voyageur chinois qui a visité cette contrée à la fin du s-|XIII, précédée d'une notice chronologique sur ce même pays, extraite des annales de la Chine, Imprimerie de J. Smith, 1819
- Note sur quelques épithètes descriptives du Bouddha, Journal des savants, 1819, p. 625.
- Histoire de la ville de Khotan, tirée des annales de la Chine et traduite du chinois suivie de Recherches sur la substance minérale appelée par les Chinois pierre de Iu, et sur le jaspe des anciens, 1820, 239p, édition Impr. de Doublet
- (FR) Jean-Pierre Abel-Rémusat, Recherche sur les langues tartares, ou mémoires sur différens points de la grammaire et de la littérature des mandchous, des mongols, des ouigours et des tibetains, Paris, Imprimerie royale, 1820, bnf:31194940 .
- Sur la succession des 33 premiers patriarches de la religion de Bouddha, Journal des savants, 1821, p. 4.
- Les Éléments de la grammaire chinoise, 1822
- Mémoire sur la vie et les opinions de Lao-Tseu, philosophe Chinois du s-|VI avant notre ère, in Mémoires de l’Académie Royale des Inscriptions et Belles-Lettres, vol.VII, 1824
- Aperçu d'un Mémoire sur l'origine de la Hiérarchie Lamaique. Journal asiatique, vol. IV, 1824, p. 257.
- Mélanges Asiatiques, ou Choix de morceaux de critique, et de mémoires relatifs aux religions, aux. sciences, à l'histoire, et à la géographie des nations orientales, vol. I. et II, Paris, 1825.
- Iu-Kiao-Li (Les Deux Cousines), Paris, Moutardier, 1826. En ligne (Les Classiques des sciences sociales)
- Nouveaux Mélanges Asiatiques, on Recueil de morceaux, &c., vol. I. et II, 1829. Éditions en ligne, Les Classiques des sciences sociales: Vol.I pdf Vol.II pdf
- Observations sur trois Mémoires de De Guignes, insérés dans le tome XI de la collection de l'Académie des inscriptions et belles-lettres, et relatifs à la religion samanéenne. Nouveau journal asiatique, 2ª serie, vol. VII, 1831, p. 265, 269, 301.
- Observations sur Histoire des Mongols orientaux, de Ssanang-Ssetsen, Paris, 1832.
- Foé Koué Ki, ou Relations des royaumes bouddhiques : voyage dans la Tartarie, dans l'Afghanistan et dans l'Inde, exécuté, à la fin du s-IV, par Chy Fa Hian, traduit du chinois et commenté par Abel Rémusat. Ouvrage Posthume. Revu, complété et augmenté d'éclaircissements nouveaux par MM. Klaproth et Landresse, Imprimerie Royale, Paris, 1836. (佛國記).
- Mémoires sur un voyage dans l'Asie Centrale, dans le pays des Afghans, et des Beloutches, et dans l'Inde, exécuté à la fin du IVe Síècle de notre ère par plusieurs Samanéens de Chine, Mémoires de l'Institut royal de France, Académie des inscriptions, 1838, p.|343.
- Mélanges posthumes d'histoire et de littérature orientales, Paris, 1843.

Corrispondenza con Wilhelm von Humboldt
- Lettres édifiantes et curieuses sur la langue chinoise (1821-1831). Nouvelle édition par Jean Rousseau et Denis Thouard, Septentrion, 1999.

Isaac Titsingh
- Mémoires et Anecdotes sur la Dynastie régnante des Djogouns, Souverains du Japon, avec la description des fêtes et cérémonies observées aux différentes époques de l'année à la Cour de ces Princes, et un appendice contenant des détails sur la poésie des Japonais, leur manière de diviser l'année, etc. ; Ouvrage orné de Planches gravées et coloriées, tiré des Originaux Japonais par M. Isaac Titsingh; publié avec des Notes et Eclaircissemens Par M. Abel Rémusat, Nepveu, Paris, 1820.

Manoscritti
- Table alphabétique de l'encyclopédie japonaise En ligne,  Gallica
- Table alphabétique du Thsing-wen-kien En ligne, Gallica